# 热运动
热运动是自然界中独立存在的基本运动形式之一，有巨大数量微观粒子（分子、原子、电子或点阵粒子等）参与的永不停息的无规则运动，并伴有频繁碰撞。

## 存在原因
宏观物质由巨大数量的微观粒子构成。例如一莫爾物质，所含的结构粒子数目就有1023量级。永恒运动是微观粒子的固有本性。每个粒子都在运动着的复杂多变的其他粒子作用下运动，呈现出宏观不可控制的瞬息万变的杂乱状态。这势必导致限定范围内（即该物体中）大量粒子频繁碰撞。标准状态下，每立方厘米气体，在一秒钟内，分子碰撞的次数为1029量级。每次碰撞，粒子都改变运动状态，从而加剧了运动的无规性。分子碰撞的剧烈程度随温度升高而加剧，故称热运动。固体中的点阵粒子之间，虽然并不发生直接的物理接触，但是粒子热振动间存在相互作用，其中某些效果犹如流体分子之间发生的碰撞。可见，热运动是宏观物体客观存在的一种自然形态。

## 宏观事实与微观事实
“无规性”并非毫無规律可循。每个粒子都是一个力学体系，遵循力学规律，只是宏观条件无法简单且有规律地对其进行控制。宏观条件只能决定大量粒子的整体运动行为。单个粒子的机械运动与粒子总体的热运动是两种性质不同的独立运动，分别遵守力学规律和统计规律，兩者本質上是不同的规律。从实验总结出的热运动宏观理论是热力学；揭示热运动微观本质的理论是统计物理学，而气体动力论则是它的一个组成部分。